# Premier Parti de Lettonie
Le Premier Parti de Lettonie (Latvijas Pirmā partija, LPP), fondé en 2002 et dissous en 2007, était un parti politique letton de centre droit, conservateur et libéral.

## Fondation et direction
Le parti a été fondé le 25 mai 2002 par le pasteur luthérien Ēriks Jēkabsons et l'ancien ministre des Affaires économiques Ainārs Šlesers. Il rassemblait alors un grand nombre d'ecclésiastiques des principales religions chrétiennes de Lettonie, que ce soit les luthériens, les catholiques romains ou encore les orthodoxes. À cet égard, il a reçu le surnom de « parti du clergé ». Les deux hommes en ont alors pris la direction conjointe jusqu'au 16 novembre 2005, date à laquelle Jēkabsons, en désaccord avec les orientations de Šlesers, a quitté le parti.

## Histoire politique

### Résultats électoraux
Le parti se présente pour la première fois devant les électeurs aux élections législatives du 5 octobre 2002, engrangeant 9,5 % des voix et 10 députés sur 100 au Saeima. Deux ans plus tard, avec à peine 3,24 % des suffrages, il échoue à obtenir le moindre siège lors des élections européennes du 12 juin 2004. Dans l'optique du scrutin parlementaire du 7 octobre 2006, il forme une coalition politique avec la Voie lettonne (LC) et recueille 8,6 % des voix, ce qui donne à l'alliance 10 élus sur 100.

### Place dans les institutions
Le 5 octobre 2002, le LPP entre au gouvernement de coalition d'Einars Repše en obtenant notamment les postes de Vice-ministre-président pour Ainārs Šlesers, et de ministre des Affaires économiques, confié à Juris Lujāns. Le parti décide toutefois de se retirer de la coalition gouvernementale le 29 janvier 2004, produisant la chute de cette dernière. Lorsque Indulis Emsis remplace Repše à la direction du gouvernement le 9 mars suivant, la place du LPP au sein du cabinet s'accroît fortement puisqu'il obtient cinq portefeuilles ministériels, Ēriks Jēkabsons étant ainsi nommé ministre de l'Intérieur tandis que Šlesers se voit confier le ministère des Transports en plus de ses précédentes responsabilités.
Emsis est victime du refus de son budget dès le 28 octobre, et Aigars Kalvītis le remplace. Sa nouvelle coalition inclut toujours le LPP, mais il voit sa présence réduite à trois ministères, perdant notamment celui des Affaires économiques. Jēkabsons, le 21 octobre 2005, puis Šlesers, le 17 mars 2006, quittent ensuite le gouvernement Kalvītis I, toutefois le parti reste membre de la coalition au pouvoir. Le 7 novembre 2006 est constitué le second cabinet Kalvītis, qui voit le retour d'Ainārs Šlesers au poste de ministre des Transports.

### Fusion
Le Premier Parti de Lettonie fusionne officiellement avec le parti de la Voie lettonne (LC), avec qui il formait une alliance depuis 2006, le 27 août 2007. L'association de ces deux partis et de deux petites formations régionales donne alors naissance au parti LPP/LC, qui reste membre du gouvernement jusqu'en 2009.